# Abierto Mexicano Telcel 2022
Abierto Mexicano Telcel 2022 — тенісний турнір, що проходив на кортах з твердим покриттям у місті Акапулько, Мексика з 21 до 27 лютого. Належав до категорії ATP 500.

## Фінальна частина

### Одиночний розряд
Рафаель Надаль —  Камерон Норрі 6–4, 6–4

### Парний розряд
Фелісіано Лопес /  Стефанос Ціціпас —  Марсело Аревало /  Жан-Жульєн Роєр 7–5, 6–4